# Henry Morton Stanley
Henry Morton Stanley, numele adoptiv al lui John Rowlands (n. 28 ianuarie 1841, Denbigh⁠(d), Țara Galilor, Regatul Unit al Marii Britanii și Irlandei – d. 10 mai 1904, Greater London, Anglia, Regatul Unit al Marii Britanii și Irlandei), a fost un jurnalist britanic, explorator al Africii Centrale.

## Biografie
Provenit dintr-o familie săracă, muncește din fragedă copilărie. La 15 ani este băiat de cabină pe o linie de pacheboturi, iar la 17 ani ajunge la New Orleans (SUA) ca elev de marină. Aici, este adoptat de un american, luând numele acestuia.
Participă la Războiul de secesiune ca ziarist, activitate care îl consacră după război, când vizitează SUA, Spania, Turcia, Egiptul și Etiopia.
În 1867 a devenit corespondent special de presă al ziarului "New York Herald", plecând în Etiopia cu o expediție britanică. A participat la inaugurarea în 1869 a Canalului Suez, realizând un reportaj la fața locului, după care a călătorit pe teritoriul actualelor state Turcia, Siria, Palestina și India.
În 1871 a organizat o caravană care a plecat din estul Africii (Zanzibar) spre interiorul continentului în căutarea lui David Livingstone, căruia i se pierduse urma în 1869. La Zanzibar, strânge informații despre călătoria acestuia și organizează el însuși o expediție prin junglă, întâlnindu-l pe Livingstone la 3 noiembrie 1871 pe malul estic al Lacului Tanganyika, la Udjidji. Împreună cu el cercetează zona lacului, stabilind că acesta nu aparține sistemului Nilului.
În mai 1872 s-a întors în Zanzibar, continuând singur explorările. În anul 1873 a decis să exploreze fluviul Congo.
Cele mai cunoscute cărți ale sale sunt Călătorie prin continentul întunecat (Trough the Dark Continent, 1878) și Prin întunecata Africă (In Darkest Africa, 1890).